# Au Cap
Au Cap (Frans voor Aan De Kaap) is een van de administratieve districten van de Seychellen. Au Cap ligt aan de oostkust van het hoofdeiland Mahé van de eilandstaat de Seychellen. Het district kreeg de huidige naam in 1998. Voordien heette het Anse Louis. Het district meet acht vierkante kilometer. Bij de census van 2002 woonden net geen 3000 mensen in het district.